# Siêu thị

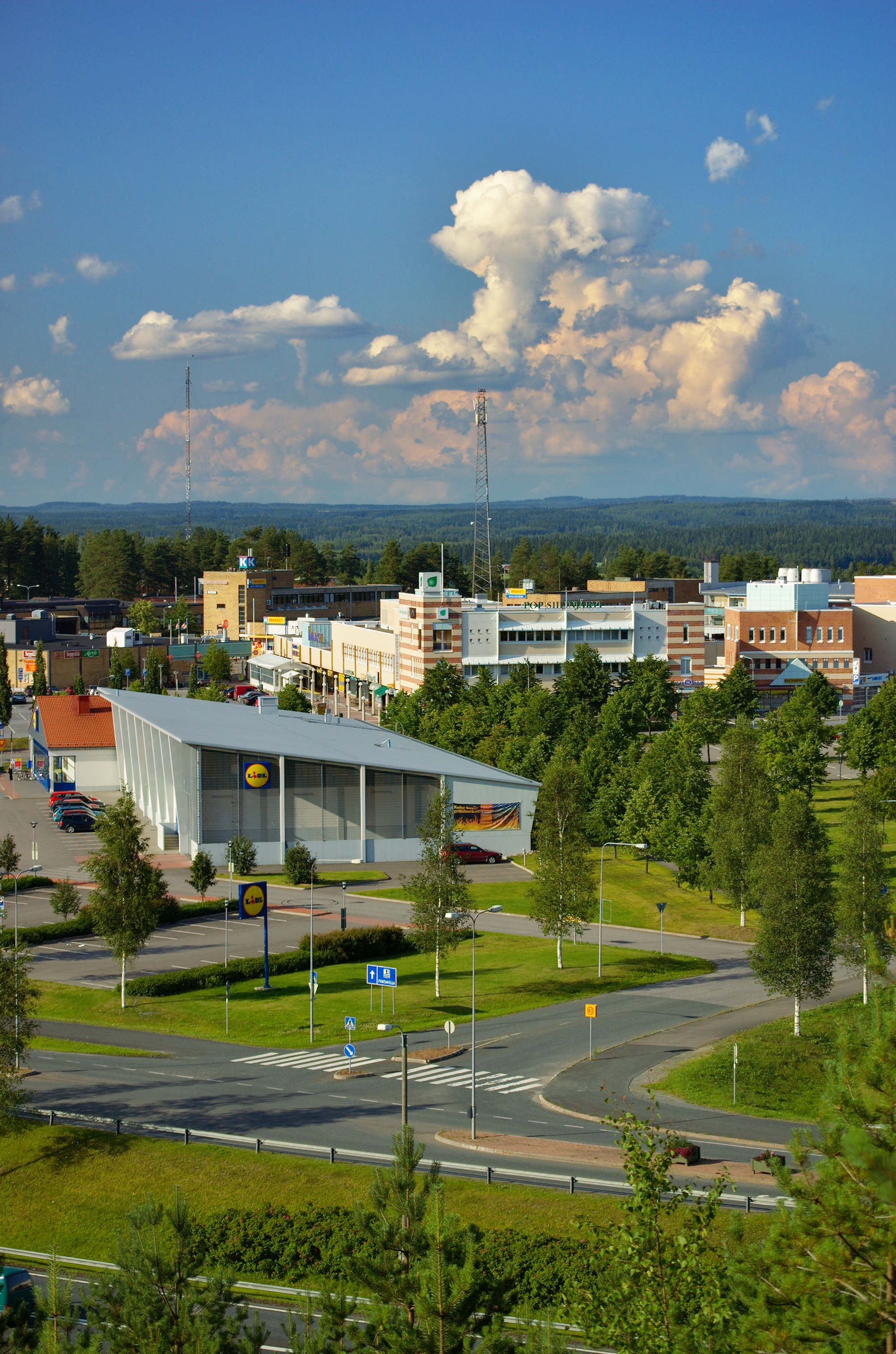
Siêu thị Lidl ở Siilinjärvi, Phần Lan

Siêu thị là cửa hàng tự phục vụ, cung cấp nhiều loại thực phẩm, đồ uống và sản phẩm gia dụng, được sắp xếp tổ chức thành các khu. Loại cửa hàng này lớn hơn và có nhiều lựa chọn hơn so với cửa hàng tạp hóa trước đó, nhưng nhỏ hơn và hạn chế về chủng loại hàng hóa hơn so với đại siêu thị hoặc cửa hàng Big-box. Tuy nhiên, trong cách sử dụng tại Hoa Kỳ thì "cửa hàng tạp hóa" cũng đồng nghĩa với siêu thị, và không được dùng để chỉ các loại cửa hàng khác bán đồ tạp hóa.
Siêu thị thường có các khu vực dành cho thịt tươi, các mặt hàng sản xuất, sữa, đặc sản tươi, đồ nướng, v.v. Không gian kệ cũng được sắp xếp dành cho hàng hóa đóng hộp và đóng gói cũng như các mặt hàng phi thực phẩm khác nhau như các sản phẩm đồ dùng nhà bếp, chất tẩy rửa gia dụng, dược phẩm và đồ dùng cho thú cưng. Một số siêu thị cũng bán các sản phẩm gia dụng khác được tiêu thụ thường xuyên, chẳng hạn như rượu (nếu được phép), thuốc và quần áo, và một số siêu thị bán nhiều loại sản phẩm phi thực phẩm hơn: đĩa DVD, thiết bị thể thao, board game, sách và các mặt hàng theo mùa (ví dụ: đồ Giáng sinh vào tháng 12, hoặc đồ trang trí Tết Nguyên Đán vào đầu năm).
Một siêu thị đầy đủ dịch vụ lớn hơn, kết hợp với cửa hàng bách hóa đôi khi được gọi là đại siêu thị. Các dịch vụ khác có thể bao gồm dịch vụ của ngân hàng, quán cà phê, trung tâm chăm sóc trẻ em/nhà trẻ, bảo hiểm (và các dịch vụ tài chính khác), dịch vụ điện thoại di động, xử lý ảnh, cho thuê băng video, hiệu thuốc và cả trạm xăng. Nếu quán ăn trong siêu thị đủ lớn, cơ sở có thể được gọi là "nhà hàng tạp hóa", sự kết hợp giữa "cửa hàng tạp hóa" và "nhà hàng".
Siêu thị truyền thống chiếm diện tích sàn lớn, thường là chỉ co một tầng và nằm gần khu dân cư để thuận tiện cho người tiêu dùng. Sự hấp dẫn cơ bản là sự sẵn có của nhiều lựa chọn hàng hóa chung một nơi duy nhất, với giá tương đối thấp. Các lợi thế khác bao gồm dễ dàng đậu xe và sự tiện lợi của giờ mua sắm kéo dài đến tối. Các siêu thị thường phân bổ ngân sách lớn cho quảng cáo, điển hình là thông qua báo chí. Họ cũng trưng bày các sản phẩm trong cửa hàng một cách công phu.
Các siêu thị thường là chuỗi cửa hàng, tăng cơ hội cho hiệu quả kinh tế theo quy mô. Các siêu thị thường cung cấp các sản phẩm với giá tương đối thấp bằng cách sử dụng sức mua của họ để mua hàng hóa từ các nhà sản xuất với giá thấp hơn so với các cửa hàng nhỏ hơn có thể. Họ cũng giảm thiểu chi phí tài chính bằng cách thanh toán tiền hàng ít nhất 30 ngày sau khi nhận hàng và một số trích xuất các điều khoản tín dụng từ 90 ngày trở lên từ các nhà cung cấp. Một số sản phẩm (thường là thực phẩm thiết yếu như bánh mì, sữa và đường) đôi khi được bán dưới dạng lỗ dẫn đầu để thu hút người mua sắm đến cửa hàng của họ. Các siêu thị bù đắp cho biên lợi nhuận thấp của họ bằng khối lượng bán hàng cao và các mặt hàng có lợi nhuận cao hơn được mua bởi những người mua sắm bị thu hút. Tự phục vụ với xe đẩy hàng (xe đẩy) hoặc giỏ giúp giảm chi phí lao động và nhiều chuỗi siêu thị đang cố gắng giảm hơn nữa bằng cách chuyển sang thanh toán tự động.

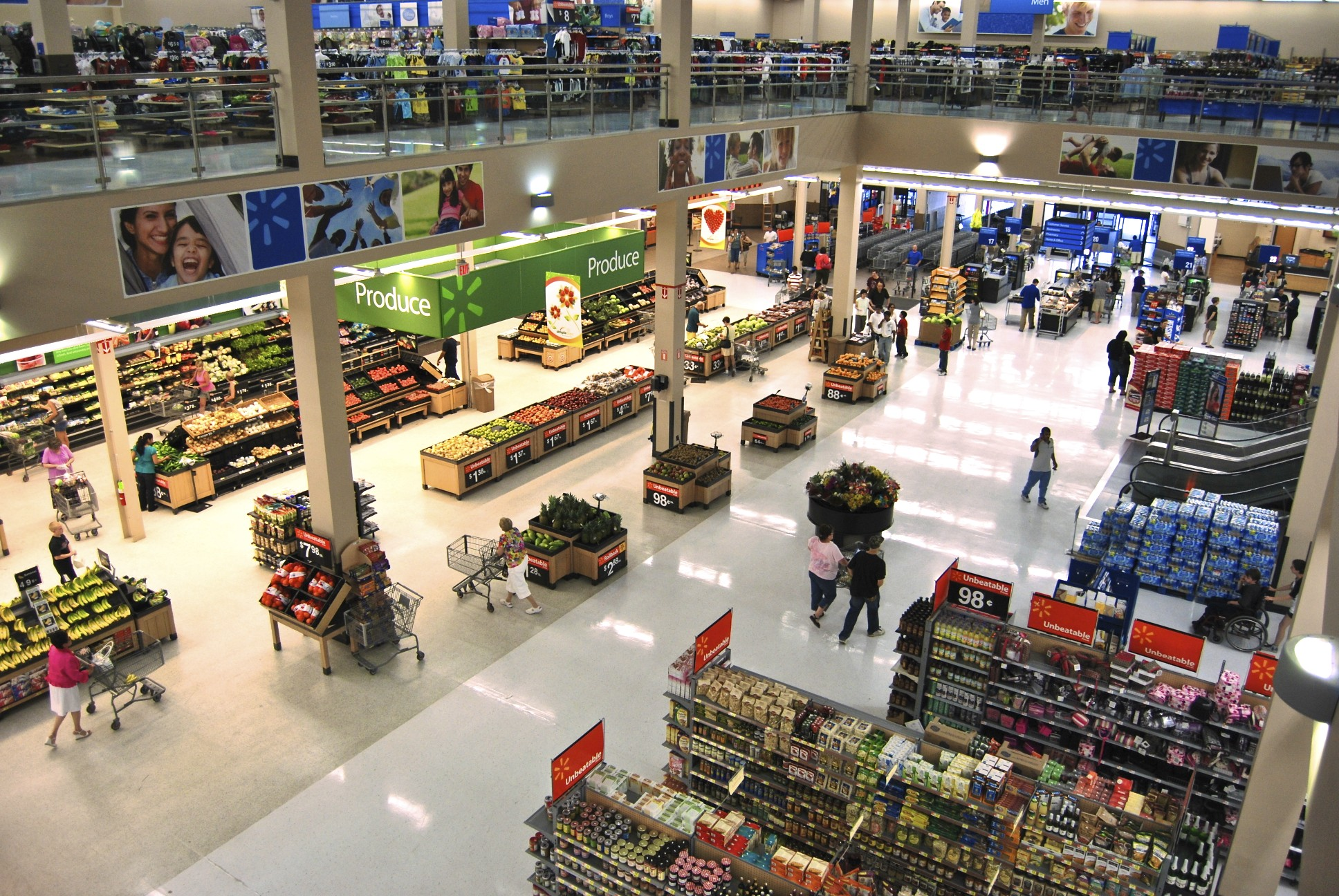
Bên trong một siêu thị Walmart ở Albany, New York

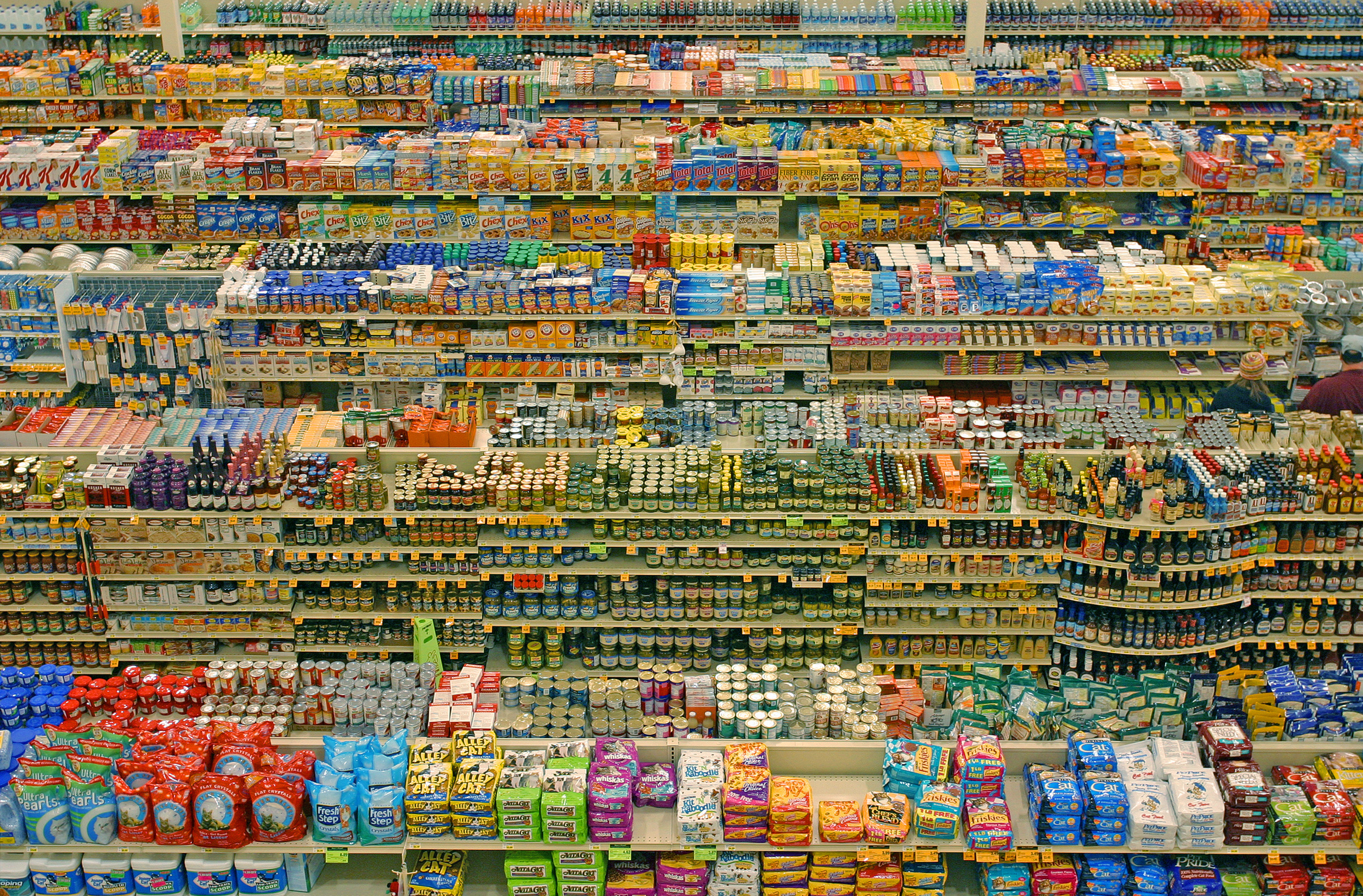
Các dãy kệ chứa hàng thực phẩm đóng gói, thực phẩm tiện lợi và hàng dân dụng tại đại siêu thị Fred Meyer ở Portland, Oregon

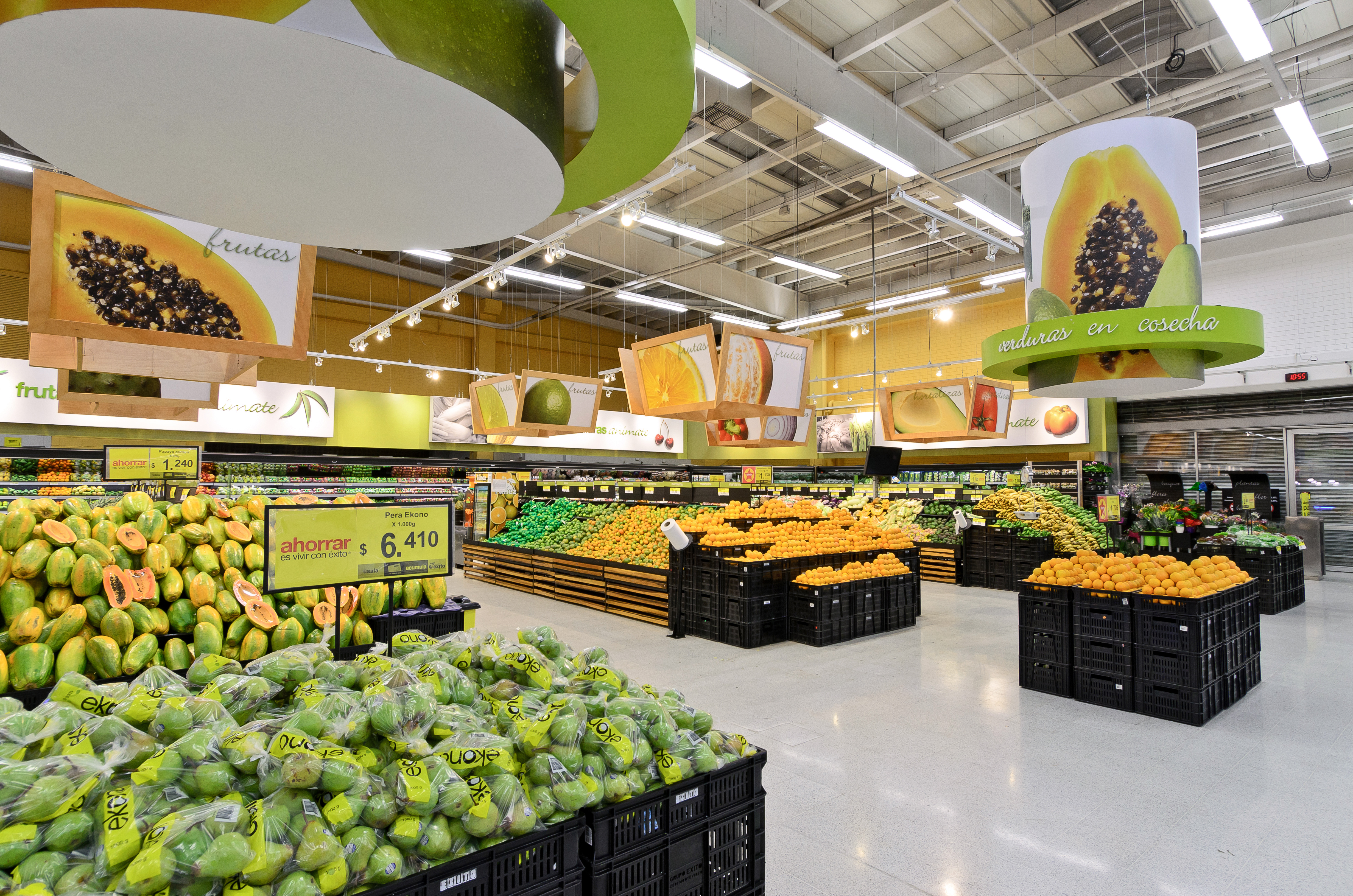
Khu rau, quả trong một siêu thị ở Colombia

## Lịch sử

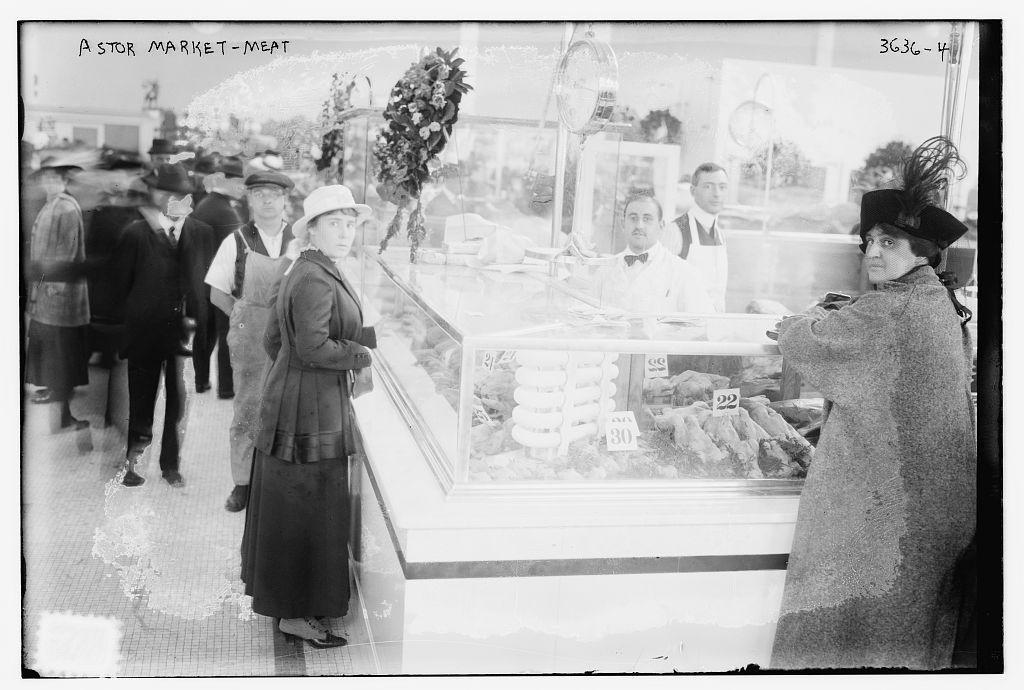
Chợ Astor ở New York đã hoạt động từ năm 1915 đến 1917 và được xem là tiền thân của siêu thị hiện đại.

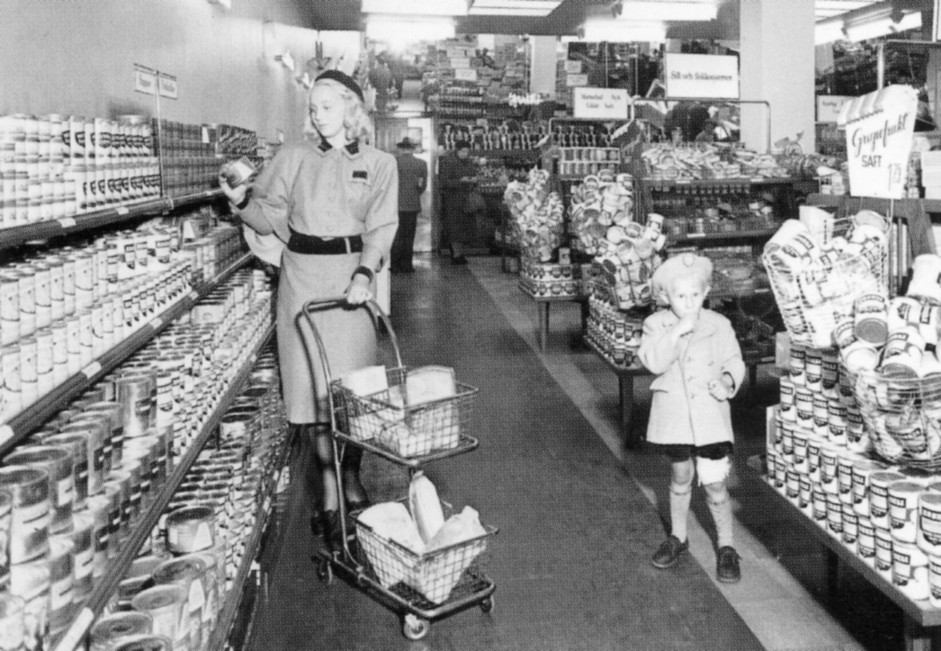
Một siêu thị tại Thụy Điển, 1941

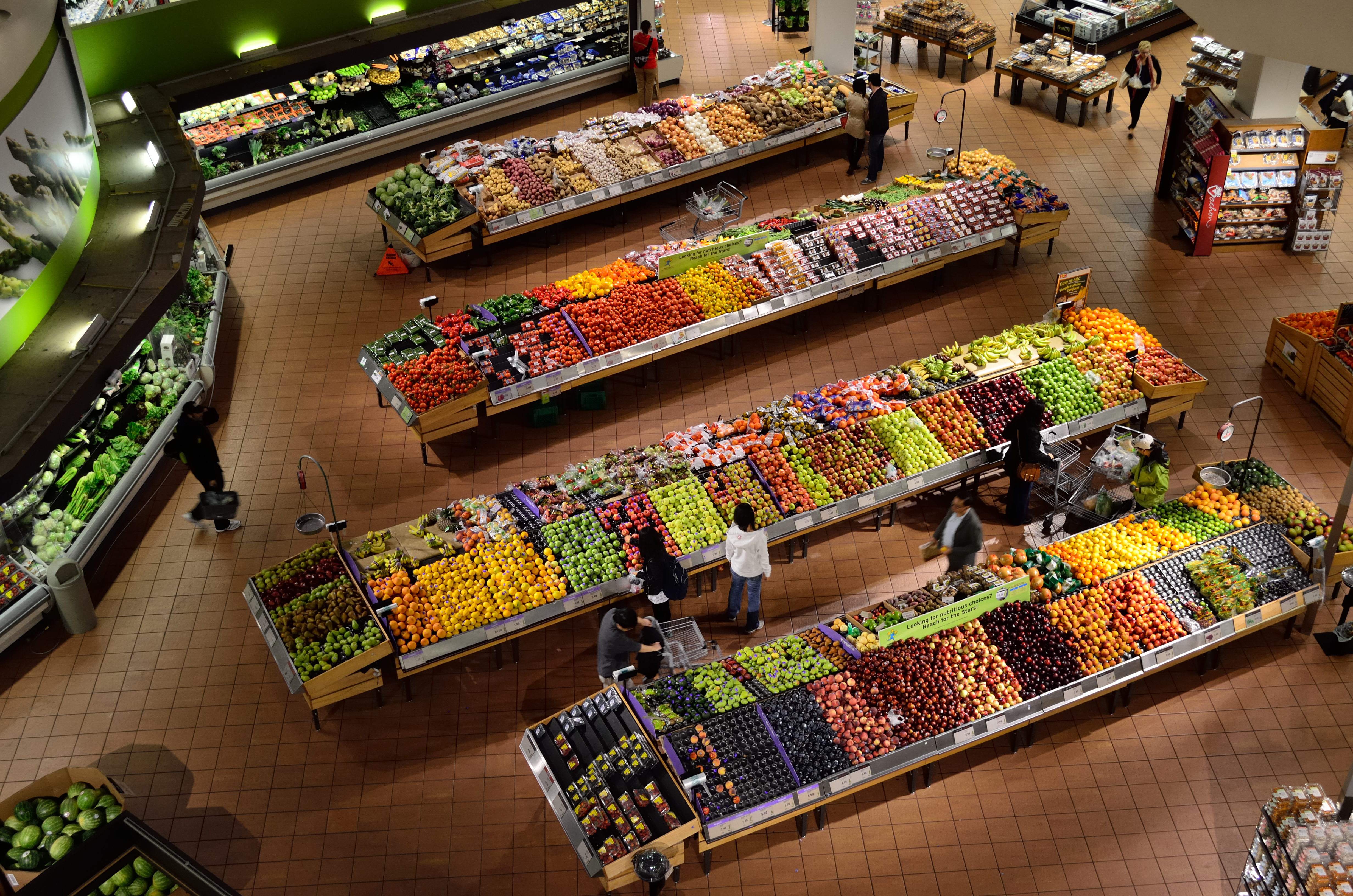
Người mua hàng tại Consumers, mua nông sản và hoa quả, 2012

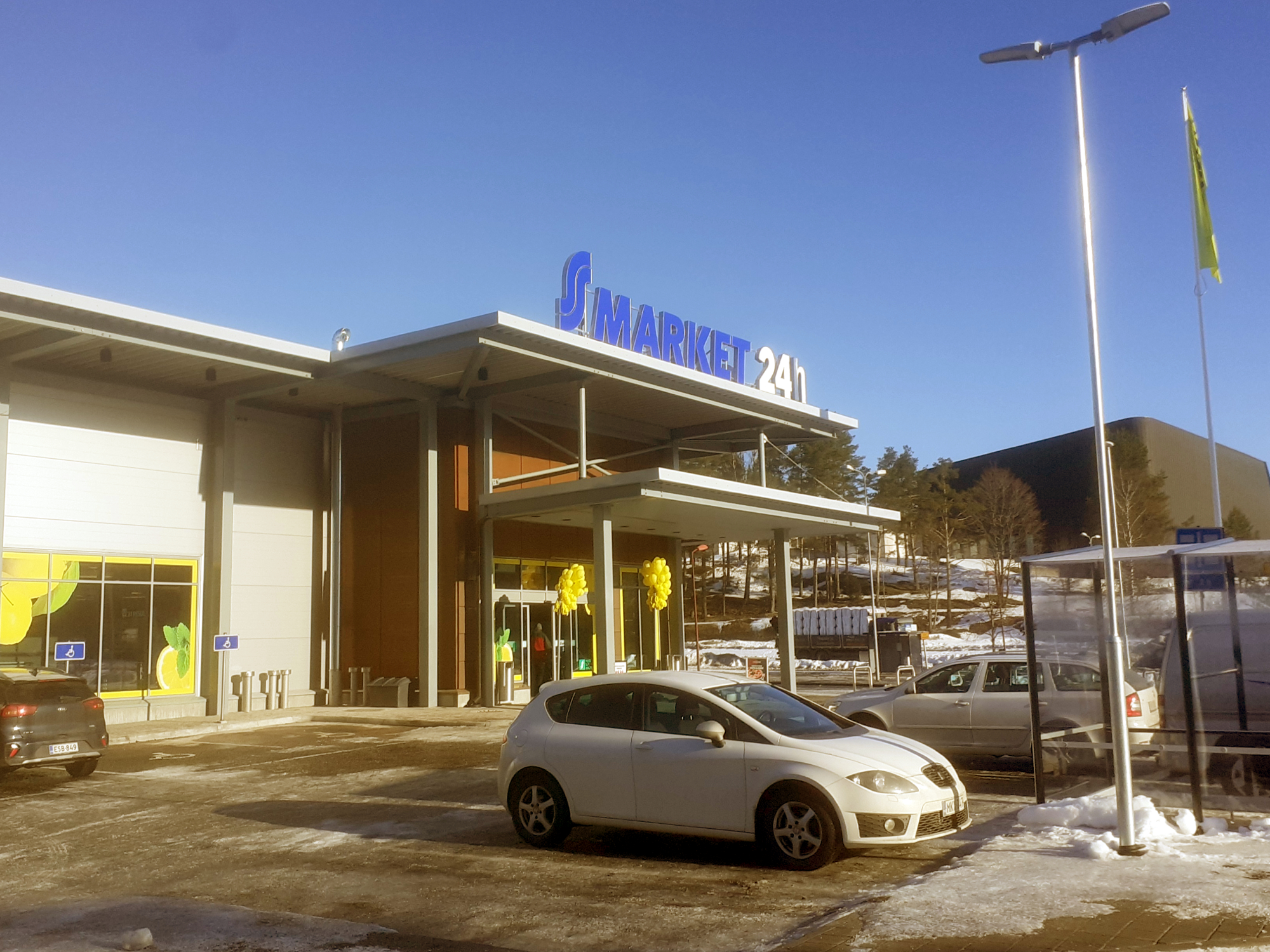
Cửa hàng S-market với dịch vụ 24/7 tại Klaukkala, Phần Lan, 2022

Trong quá khứ, người bán lẻ đầu tiên là những người bán hàng rong trên đường phố, quảng cáo và tiếp thị hàng hóa của họ. Tuy nhiên, vào những năm 1920, doanh số bán lẻ thực phẩm ở Hoa Kỳ chuyển sang chủ yếu là các cửa hàng tạp hóa nhỏ ở góc phố.  Mô hình kinh doanh thời đó là nhân viên bán hàng sẽ lấy sản phẩm từ các kệ phía sau quầy bán và khách hàng đợi trước quầy chỉ ra những mặt hàng họ muốn. Do hầu hết các loại thực phẩm và hàng hóa không được đóng gói riêng lẻ theo kích cỡ của người tiêu dùng, nhân viên bán hàng phải đo lường và gói số lượng chính xác theo yêu cầu của khách hàng. Giá cả không được niêm yết, điều này buộc khách hàng phải thương thảo và thỏa thuận với nhân viên để có giá hợp lý khi mua hàng.  Mô hình kinh doanh này đã tồn tại ở châu Âu trong nhiều thế kỷ và tạo ra nhiều cơ hội giao tiếp xã hội. Nhiều người coi việc mua sắm theo phong cách này như "một dịp xã hội" và thường "dừng lại để trò chuyện với nhân viên hoặc khách hàng khác". Cách mua sắm hàng tạp hóa trước đây chậm, tốn kém và đòi hỏi cường độ lao động cao. Số lượng khách hàng phục vụ bị hạn chế do số lượng nhân viên có giới hạn. Mua sắm thường liên quan đến việc đi nhiều cửa hàng đặc sản khác nhau, ví dụ như cửa hàng rau quả, cửa hàng thịt, tiệm bánh, cửa hàng bán cá và đồ khô. Sữa và các mặt hàng ngắn hạn thường được giao bởi người bán sữa.
Vincent Astor đã phát triển khái niệm về thị trường thực phẩm giá rẻ dựa trên quy mô kinh tế. Ông đã thành lập Chợ Astor vào năm 1915, đầu tư 750.000 đô la tài sản của mình để xây dựng một trung tâm mua sắm mini ngoài trời tại góc đường 95 và Broadway, Manhattan, bán thịt, trái cây, sản phẩm và hoa. Ban đầu, hy vọng thu hút khách hàng từ xa, nhưng cuối cùng, thậm chí việc thu hút người từ mười dãy nhà cũng gặp khó khăn và thị trường đã đóng cửa vào năm 1917.
The Great Atlantic & Pacific Tea Company (A&P), thành lập vào năm 1859, là chuỗi cửa hàng tạp hóa đầu tiên tại Canada và Hoa Kỳ. Nó trở nên phổ biến trong các thành phố Bắc Mỹ vào những năm 1920. Ban đầu, các chuỗi như A&P không bán thịt tươi hay sản phẩm tươi sống. Tuy nhiên, vào những năm 1920, để giảm rắc rối khi phải đến nhiều cửa hàng, các chuỗi cửa hàng tạp hóa như A&P đã giới thiệu mô hình cửa hàng kết hợp. Đây là những cửa hàng tạp hóa tổng hợp nhiều bộ phận dưới một mái nhà, nhưng vẫn duy trì hệ thống truyền thống với nhân viên lấy sản phẩm từ kệ theo yêu cầu. Đến năm 1929, chỉ có một trong ba cửa hàng tạp hóa ở Hoa Kỳ là cửa hàng kết hợp.
Khái niệm về cửa hàng tạp hóa tự phục vụ đã tồn tại trước khi siêu thị ra đời. Nó được phát triển bởi doanh nhân Clarence Saunders thông qua chuỗi cửa hàng Piggly Wiggly của ông, với cửa hàng đầu tiên khai trương vào năm 1916. Khái niệm về cửa hàng tạp hóa tự phục vụ đã tồn tại trước khi siêu thị ra đời. Nó được phát triển bởi doanh nhân Clarence Saunders thông qua chuỗi cửa hàng Piggly Wiggly của ông, với cửa hàng đầu tiên khai trương vào năm 1916. Với sự thành công về mặt tài chính, Saunders đã bắt đầu cung cấp giấy phép kinh doanh cho người khác. Sau đó, xu hướng phổ biến là chất hàng lên kệ vào ban đêm, để khách hàng có thể lấy hàng của mình vào ngày hôm sau và thanh toán tại quầy. Mặc dù có nguy cơ trộm cao hơn, nhưng việc đầu tư vào các biện pháp an ninh phù hợp được xem xét nhiều hơn để giảm chi phí lao động.
Trong lịch sử, đã có nhiều cuộc tranh luận về nguồn gốc của siêu thị. Ví dụ, chuỗi cửa hàng tạp hóa Nam California Alpha Beta và Ralphs đã tuyên bố mạnh mẽ là siêu thị đầu tiên. Đến năm 1930, cả hai chuỗi đã mở nhiều cửa hàng tạp hóa tự phục vụ rộng 12.000 foot vuông (1.100 m2). Tuy nhiên, tính đến năm 1930, cả hai chuỗi này vẫn chưa được coi là siêu thị theo nghĩa hiện đại, vì giá cả của chúng vẫn khá cao. Một trong những đặc điểm quan trọng nhất của siêu thị là thực phẩm giá rẻ. Điểm bán hàng chính của họ là bãi đậu xe miễn phí. Các ứng cử viên khác ở Texas bao gồm Weingarten's và Henke & Pillot.
Sau cuộc tranh luận, Viện Tiếp thị Thực phẩm đã định nghĩa các thuộc tính của siêu thị là "tự phục vụ, các bộ phận sản phẩm riêng biệt, giảm giá, tiếp thị và bán số lượng lớn". Họ xác định rằng siêu thị thực sự đầu tiên ở Hoa Kỳ được khai trương bởi Michael J. Cullen, một cựu nhân viên của Kroger, vào ngày 4 tháng 8 năm 1930, trong một ga ra cũ rộng 6.000 foot vuông (560 m2) ở Jamaica, Queens, New York. Cửa hàng đó là King Kullen và hoạt động dựa trên nguyên tắc "đốt cao bán rẻ". Tất cả hàng hóa được định giá rõ ràng, không cần thương thảo về giá. Cullen mô tả cửa hàng của mình là "kẻ phá giá lớn nhất thế giới". Đến khi ông qua đời năm 1936, đã có 17 cửa hàng King Kullen hoạt động. Dù Saunders đã mang đến cửa hàng tự phục vụ, đồng phục và tiếp thị trên quy mô quốc gia, nhưng Cullen đã phát triển ý tưởng này bằng cách thêm các bộ phận sản phẩm riêng biệt, bán số lượng lớn thực phẩm với giá giảm và cung cấp bãi đậu xe.  Các siêu thị ban đầu như King Kullen được các chuyên gia trong ngành gọi là "chợ rẻ tiền" vào thời điểm đó. Tuy nhiên, cụm từ này nhanh chóng được thay thế bằng cụm từ "siêu thị". Sau đó, cụm từ này được đóng lại và trở thành thuật ngữ hiện đại "siêu thị".
Trong những năm 1930, các chuỗi cửa hàng tạp hóa như Kroger và Safeway ban đầu phản đối ý tưởng của Cullen, nhưng sau đó phải xây dựng siêu thị của riêng họ do suy thoái kinh tế. Người tiêu dùng Mỹ trở nên nhạy cảm với giá cả. Sự thành công của siêu thị đã dẫn đến sự phát triển toàn quốc. Số lượng siêu thị tăng gấp ba từ năm 1936 đến năm 1937. Việc giảm chi phí lao động và giá thực phẩm đã cung cấp sự thành công cho kỷ nguyên "thực phẩm giá rẻ".
Các chuỗi cửa hàng lớn chiếm ưu thế trên thị trường tạp hóa, gây áp lực lên các cửa hàng nhỏ và gây phản ứng dữ dội từ công chúng. Ý tưởng về "độc quyền mua" trở thành lập luận chống lại sự ưu ái của chuỗi cửa hàng lớn. Năm 1936, Đạo luật Robinson-Patman được đưa ra để ngăn chặn sự áp đảo của chuỗi cửa hàng lớn, nhưng không được thực thi tốt và không có tác động lớn. Sau Thế chiến II, siêu thị phát triển rộng khắp Canada và Hoa Kỳ, tập trung chủ yếu ở các khu vực ngoại ô. Kroger là chuỗi siêu thị quốc gia lớn nhất ở Hoa Kỳ, nhưng cũng duy trì các thương hiệu khu vực như Ralphs, City Market, King Soopers, Fry's, Smith's và QFC.
Ở Canada, Loblaw là công ty lớn nhất trong ngành này, điều hành các chuỗi siêu thị với nhiều biểu ngữ như Fortinos, Zehrs, No Frills, Real Canadian Superstore và Loblaws. Sobeys là siêu thị lớn thứ hai ở Canada, hoạt động trên toàn quốc và có nhiều biểu ngữ, bao gồm Sobeys IGA ở Quebec. Siêu thị đầu tiên ở Quebec là Steinberg's và đã được khai trương vào năm 1934 tại Montreal.
Ở Vương quốc Anh, mô hình mua sắm tự phục vụ mất thời gian để phát triển. Vào năm 1947, chỉ có mười siêu thị tự phục vụ trên toàn quốc. Tuy nhiên, vào năm 1951, Patrick Galvani, con rể của chủ tịch Express Dairies và cựu thủy thủ Hải quân Hoa Kỳ, đã thuyết phục hội đồng quản trị mở một chuỗi siêu thị trên toàn quốc. Siêu thị đầu tiên dưới thương hiệu Premier Supermarkets đã khai trương tại Streatham, Nam Luân Đôn. Sự thành công của nó vượt xa mong đợi. Các chuỗi siêu thị khác cũng gia nhập vào cuộc cạnh tranh, và sau khi Galvani thua Jack Cohen của Tesco vào năm 1960, ngành này đã chứng kiến nhiều cuộc hợp nhất, dẫn đến sự thống trị của "tứ đại gia" bao gồm Tesco, Asda, Sainsbury's và Morrisons trong ngành siêu thị ở Vương quốc Anh ngày nay.
Vào những năm 1950, siêu thị sử dụng tem thương mại để khuyến khích khách hàng. Ngày nay, hầu hết các chuỗi siêu thị cung cấp thẻ thành viên hoặc thẻ câu lạc bộ dành riêng cho khách hàng. Những thẻ này cho phép chủ sở hữu nhận được ưu đãi đặc biệt khi mua hàng. Các siêu thị cũng có thể bán dữ liệu từ thẻ câu lạc bộ để tạo doanh thu.
Các siêu thị truyền thống đối mặt với cạnh tranh mạnh từ các nhà giảm giá như Wal-Mart, Aldi và Lidl. Các câu lạc bộ kho hàng như Costco cũng tạo ra sự cạnh tranh. Siêu cửa hàng như Wal-Mart và Asda cung cấp nhiều loại hàng hóa và dịch vụ khác ngoài thực phẩm. Ở Úc, Aldi, Woolworths và Coles cạnh tranh khốc liệt với nhau. Sự gia tăng của các siêu thị đã dẫn đến sự biến mất của các cửa hàng tạp hóa địa phương nhỏ hơn và tăng sự phụ thuộc vào ô tô. Một số nhà phê bình lo ngại về sức mạnh đàm phán và tác động tiêu cực của các công ty lớn trên nhà cung cấp.

### Siêu thị trực tuyến (thế kỷ 21)
Trong thời kỳ dot-com, siêu thị trực tuyến duy nhất Webvan đã phá sản sau ba năm và được Amazon mua lại. Tuy nhiên, siêu thị trực tuyến Ocado của Anh, với mức độ tự động hóa cao trong kho, đã thành công và mở rộng dịch vụ cho các công ty siêu thị khác như Waitrose và Morrisons.
Walmart và các cửa hàng tạp hóa khác sử dụng các dịch vụ giao đồ ăn của bên thứ ba như DoorDash. Các dịch vụ giao đồ ăn trực tuyến khác, như Deliveroo ở Vương quốc Anh, cũng bắt đầu tập trung vào việc giao hàng từ siêu thị. Các công ty hợp tác với siêu thị để cung cấp dịch vụ giao hàng bằng robot.
Các trung tâm xử lý đơn hàng vi mô (MFC) là các nhà kho nhỏ được tự động hóa với hệ thống giá và tote tự động để chuẩn bị đơn hàng. Khách hàng có thể lấy hàng từ MFC hoặc chọn giao hàng tận nhà. Các siêu thị đầu tư vào MFC để giảm chi phí và tăng tốc độ giao hàng trực tuyến. MFC được coi là giải pháp để thực hiện đơn đặt hàng trực tuyến một cách hiệu quả.

## Tăng trưởng ở các nước đang phát triển

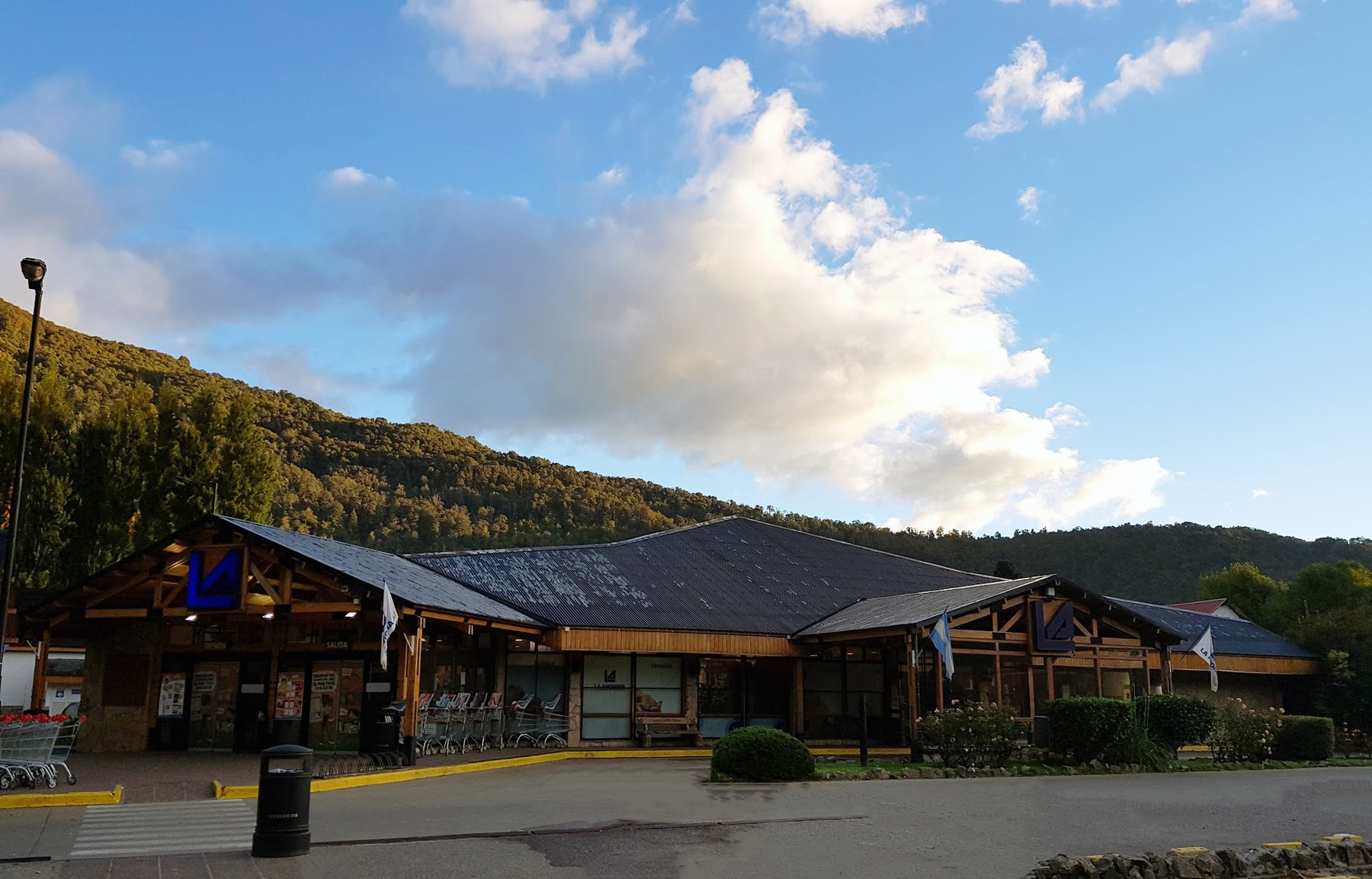
Bên ngoài một siêu thị ở La Anonima, Argentina

Kể từ những năm 1990, ngành công nghiệp thực phẩm ở nhiều quốc gia đang phát triển đã trải qua một quá trình chuyển đổi nhanh chóng. Đặc biệt, sự thay đổi này đã rõ rệt ở khu vực Mỹ Latinh, Đông Nam Á, Ấn Độ, Trung Quốc và Nam Phi. Trong quá trình tăng trưởng, đã xảy ra sự cạnh tranh quyết liệt và sự hợp nhất của các doanh nghiệp. Sự tăng trưởng này được thúc đẩy bởi giàu có gia tăng và phát triển của tầng lớp trung lưu. Sự tham gia của phụ nữ vào lực lượng lao động đã thúc đẩy nhu cầu tìm kiếm thực phẩm dễ chế biến. Việc sử dụng tủ lạnh hàng tuần và sở hữu ô tô phổ biến đã tạo thuận lợi cho việc mua sắm hàng hóa lớn. Các cơ hội tiềm năng này đã kích thích các công ty châu Âu đầu tư vào thị trường châu Á, trong khi các công ty Mỹ đã đầu tư vào Mỹ Latinh và Trung Quốc. Các công ty địa phương cũng đã tham gia vào thị trường này. Đáp ứng nhu cầu phát triển, các siêu thị ban đầu đã phát triển thành đại siêu thị. Hơn nữa, các công ty như Makro và Metro Cash and Carry đã đầu tư vào hoạt động Cash-and-Carry quy mô lớn.
Mặc dù doanh số bán thực phẩm chế biến tăng nhanh hơn so với thực phẩm tươi sống trong các quốc gia này, nhưng mô hình siêu thị vẫn đòi hỏi sự hiệu quả kinh tế theo quy mô, điều này ảnh hưởng đáng kể đến các cửa hàng nhỏ và những người nông dân, đặc biệt là những người trồng cây dễ hư hỏng. Đồng thời, đã phát triển chuỗi cung ứng mới bao gồm cụm cửa hàng, nhà bán buôn chuyên doanh, tổ chức cung ứng do lãnh đạo nông dân và hiệp hội nông dân hoặc hợp tác xã. Trong một số trường hợp, các siêu thị đã tự thu mua từ các nông hộ nhỏ, trong khi ở các thị trường bán buôn khác, đã điều chỉnh để đáp ứng nhu cầu của siêu thị.

## Các loại hình siêu thị
Hàng hóa ở đây rất đa dạng và được chọn lọc kĩ hơn so với trong chợ hay cửa hàng tạp phẩm. Loại hình này gọi chung là siêu thị truyền thống vì ngày nay, từ "siêu thị" còn được chỉ những nơi chỉ chuyên kinh doanh một mặt hàng, một chủng loại hàng nào đó mà thôi. Ví dụ: siêu thị máy tính, siêu thị điện thoại di động, siêu thị trái cây, siêu thị điện máy, siêu thị kính thuốc... thậm chí còn có siêu thị việc làm nữa. (những cách gọi này hay được dùng tại Hà Nội và Thành phố Hồ Chí Minh.)

## Đặc trưng của siêu thị
Theo Viện nghiên cứu Thương mại Việt Nam, siêu thị có các đặc trưng sau:
- Đóng vai trò cửa hàng bán lẻ: Siêu thị thực hiện chức năng bán lẻ - bán hàng hóa trực tiếp cho người tiêu dùng cuối cùng để họ sử dụng chứ không phải để bán lại. Đây là một kênh phân phối ở mức phát triển cao, được quy hoạch và tổ chức kinh doanh dưới hình thức những cửa hàng quy mô, có trang thiết bị và cơ sở vật chất hiện đại, văn minh, do thương nhân đầu tư và quản lý, được Nhà nước cấp phép hoạt động.
- Áp dụng phương thức tự phục vụ (self-service hay libre - service): Đây là phương thức bán hàng do siêu thị sáng tạo ra, được ứng dụng trong nhiều loại cửa hàng bán lẻ khác và là phương thức kinh doanh chủ yếu của xã hội văn minh... giữa phương thức tự chọn và tự phục vụ có sự phân biệt:
  - Tự chọn: khách hàng sau khi chọn mua được hàng hoá sẽ đến chỗ người bán để trả tiền hàng, tuy nhiên trong quá trình mua vẫn có sự giúp đỡ, hướng dẫn của người bán.
  - Tự phục vụ: khách hàng xem xét và chọn mua hàng, bỏ vào giỏ hoặc xe đẩy đem đi và thanh toán tại quầy tính tiền đặt gần lối ra vào. Người bán vắng bóng trong quá trình mua hàng.
- Phương thức thanh toán thuận tiện: Hàng hóa gắn mã vạch, mã số được đem ra quầy tính tiền ở cửa ra vào, dùng máy quét để đọc giá, tính tiền bằng máy và tự động in hóa đơn. Đây chính là tính chất ưu việt của siêu thị, đem lại sự thỏa mãn cho người mua sắm... Đặc điểm này được đánh giá là cuộc đại "cách mạng" trong lĩnh vực thương mại bán lẻ.
- Sáng tạo nghệ thuật trưng bày hàng hoá: qua nghiên cứu cách thức vận động của người mua hàng khi vào cửa hàng, người điều hành siêu thị có cách bố trí hàng hóa thích hợp trong từng gian hàng nhằm tối đa hoá hiệu quả của không gian bán hàng. Do người bán không có mặt tại các quầy hàng nên hàng hóa phải có khả năng "tự quảng cáo", lôi cuốn người mua. Siêu thị làm được điều này thông qua các nguyên tắc sắp xếp, trưng bày hàng hóa nhiều khi được nâng lên thành những thủ thuật. Chẳng hạn, hàng có tỷ suất lợi nhuận cao được ưu tiên xếp ở những vị trí dễ thấy nhất, được trưng bày với diện tích lớn; những hàng hóa có liên quan đến nhau được xếp gần nhau; hàng khuyến mại phải thu hút khách hàng bằng những kiểu trưng bày đập vào mắt; hàng có trọng lượng lớn phải xếp ở bên dưới để khách hàng dễ lấy; bày hàng với số lượng lớn để tạo cho khách hàng cảm giác là hàng hoá đó được bán rất chạy...
- Hàng hóa chủ yếu là hàng tiêu dùng thường ngày như: thực phẩm, quần áo, bột giặt, hàng gia dụng, điện tử... với chủng loại rất phong phú, đa dạng. Siêu thị thuộc hệ thống các cửa hàng kinh doanh tổng hợp, khác với các cửa hàng chuyên doanh chỉ chuyên sâu vào một hoặc một số mặt hàng nhất định. Theo quan niệm của nhiều nước, siêu thị phải là nơi mà người mua có thể tìm thấy mọi thứ họ cần và với một mức giá "ngày nào cũng thấp" (everyday-low-price). Chủng loại hàng hóa của siêu thị có thể lên tới hàng nghìn, thậm chí hàng chục nghìn loại hàng. Thông thường, một siêu thị có thể đáp ứng được 70-80% nhu cầu hàng hóa của người tiêu dùng về ăn uống, trang phục, mỹ phẩm, đồ làm bếp, chất tẩy rửa, vệ sinh...

Trong các đặc trưng trên, phương thức bán hàng tự phục vụ và nghệ thuật trưng bày hàng hoá của siêu thị đã mở ra kỷ nguyên thương mại bán lẻ văn minh hiện đại.

## Tại Việt Nam

### Khái niệm
"Siêu thị" là từ được dịch ra từ các thuật ngữ nước ngoài - "supermarket" (tiếng Anh) trong đó "super" nghĩa là "siêu" và "market" là "chợ". Khi về đến Việt Nam, để phù hợp với ngôn ngữ tiếng Việt, từ "siêu thị" đã được hình thành ("thị" trong tiếng Hán Việt có nghĩa là "chợ").
Theo Quy chế Siêu thị, Trung tâm thương mại của Bộ Thương mại Việt Nam (nay là Bộ Công Thương Việt Nam) ban hành ngày 24 tháng 9 năm 2004:
Siêu thị là loại hình cửa hàng hiện đại; kinh doanh tồng hợp hoặc chuyên doanh; có cơ cấu chủng loại hàng hoá phong phú, đa dạng, bảo đảm chất lượng; đáp ứng các tiêu chuẩn về diện tích kinh doanh, trang bị kỹ thuật và trình độ quản lý, tổ chức kinh doanh; có các phương thức phục vụ văn minh, thuận tiện nhằm thoả mãn nhu cầu mua sắm hàng hóa của khách hàng.
Trên thế giới hiện có một số khái niệm về siêu thị như sau:
Theo Philips Kotler, siêu thị là "cửa hàng tự phục vụ tương đối lớn có mức chi phí thấp, tỷ suất lợi nhuận không cao và khối lượng hàng hóa bán ra lớn, đảm bảo thỏa mãn đầy đủ nhu cầu của người tiêu dùng về thực phẩm, bột giặt, các chất tẩy rửa và những mặt hàng chăm sóc nhà cửa"
Theo nhà kinh tế Marc Benoun của Pháp, siêu thị là "cửa hàng bán lẻ theo phương thức tự phục vụ có diện tích từ 400m² đến 2500m² chủ yếu bán hàng thực phẩm"
Theo Từ điển kinh tế thị trường từ A đến Z:
"Siêu thị là cửa hàng tự phục vụ bày bán nhiều mặt hàng đáp ứng nhu cầu tiêu dùng hàng ngày của người tiêu dùng như thực phẩm, đồ uống, dụng cụ gia đình và các loại vật dụng cần thiết khác"
Siêu thị truyền thống thường được xây dựng trên diện tích lớn, gần khu dân cư để tiện lợi cho khách hàng và đảm bảo doanh thu.

### Tình hình thực tế
Do đặc trưng lịch sử phát triển kinh tế, siêu thị tại Việt Nam ra đời khá muộn. Quá trình hình thành và phát triển của siêu thị Việt Nam qua các thời kỳ:
- Thời kỳ trước 1975: Ngày 16.10.1967, Siêu thị đầu tiên ở Việt Nam khai trương tại Sài Gòn (Siêu thị Nguyễn Du).[42]
- Thời kỳ 1993 - 1994: Siêu thị bắt đầu mở lại tại Thành phố Hồ Chí Minh.
- Thời kỳ 1995 - 1997: Mở rộng ra các thành phố lớn trên cả nước: Trong thời kỳ này bắt đầu có sự xuất hiện của các siêu thị ở Hà Nội vào đầu năm 1995.
- Từ năm 1998 đến nay: Cạnh tranh, đào thải và chuyên nghiệp hơn: Do sự xuất hiện ồ ạt, kinh doanh không bài bản, thiếu kiến thức thương nghiệp và phải cạnh tranh với các hình thức bán lẻ truyền thống như chợ, cửa hàng, hàng rong và cạnh tranh lẫn nhau nên rất nhiều siêu thị đó đã vỡ nợ, phá sản, làm ăn thua lỗ và có nguy cơ phá sản. Những siêu thị còn tồn tại và phát triển là nhờ những nhà quản lý tỉnh táo hơn, có hướng phát triển phù hợp.
- Tính đến hết năm 2010, cả nước Việt Nam có 571 siêu thị, trong đó 111 siêu thị hạng nhất, 149 siêu thị hạng hai và 311 siêu thị hạng ba. Các siêu thị tập trung tại các tỉnh, thành phố: Thành phố Hồ Chí Minh (142 siêu thị), Hà Nội (74), Đà Nẵng (23), Nghệ An (22).[43]

#### Tiêu chuẩn
Tại Việt Nam, các siêu thị phải ghi bằng tiếng Việt là SIÊU THỊ trước tên thương mại hoặc tên riêng do thương nhân tự đặt và trước các từ địa chỉ danh hay tính chất của Siêu thị. Nếu ghi thêm bằng tiếng nước ngoài, kích cỡ chữ phải nhỏ hơn kích cỡ tên tiếng Việt và phải đặt dưới hoặc sau tiếng Việt.
Theo quy định của Bộ Công Thương Việt Nam, siêu thị được phân làm 3 hạng:
Siêu thị hạng I
Ngoài các tiêu chuẩn về kiến trúc hiện đại, kho hàng, kỹ thuật bảo quản, khu vệ sinh, khu giải trí, các siêu thị kinh doanh tổng hợp phải đảm bảo các tiêu chuẩn cơ bản sau:
- Có diện tích kinh doanh từ 5.000m² trở lên;
- Có Danh mục hàng hoá kinh doanh từ 20.000 tên hàng trở lên;

Đối với siêu thị chuyên doanh, tiêu chuẩn cơ bản là: 
- Diện tích từ 1.000m² trở lên;
- Có Danh mục hàng hoá kinh doanh từ 2.000 tên hàng trở lên

Siêu thị hạng II
Siêu thị kinh doanh tổng hợp phải đảm bảo các tiêu chuẩn cơ bản sau:
- Có diện tích kinh doanh từ 2.000m² trở lên;
- Có Danh mục hàng hoá kinh doanh từ 10.000 tên hàng trở lên;

Đối với siêu thị chuyên doanh, tiêu chuẩn cơ bản là: 
- Diện tích từ 500m² trở lên;
- Có Danh mục hàng hoá kinh doanh từ 1.000 tên hàng trở lên

Siêu thị hạng III
Siêu thị kinh doanh tổng hợp phải đảm bảo các tiêu chuẩn cơ bản sau:
- Có diện tích kinh doanh từ 500m² trở lên;
- Có Danh mục hàng hoá kinh doanh từ 4.000 tên hàng trở lên;

Đối với siêu thị chuyên doanh, tiêu chuẩn cơ bản là: 
- Diện tích từ 250m² trở lên (như siêu thị tổng hợp);
- Có Danh mục hàng hoá kinh doanh từ 500 tên hàng trở lên

## Những chỉ trích
Các siêu thị lớn, mặc dù thường mang lại lợi ích về giá cả và tiện ích cho khách hàng, nhưng lại tạo ra áp lực kinh tế đáng kể cho các nhà cung cấp và cửa hàng nhỏ.
Một điểm đáng lưu ý là các siêu thị thường tạo ra một lượng đáng kể chất thải thực phẩm. Tuy nhiên, các công nghệ hiện đại như thiết bị biến đổi khí sinh học có thể giúp xử lý chất thải này thành nguồn năng lượng có giá trị kinh tế. Ngoài ra, việc theo dõi mua hàng cũng có thể hữu ích, vì nó giúp các siêu thị cải thiện quản lý tồn kho, đặc biệt là đối với hàng hóa dễ hỏng, từ đó giảm thiểu tình trạng hư hỏng thực phẩm.